# Filmlicensspel
Ett filmlicensspel eller filmspel är en typ av datorspel vars handling bygger på samma filmlicens som filmen spelet baseras på nyttjar. Spelet skall helst komma ut i samband med filmen för att därmed utnyttja den reklam som filmen och spelet gemensamt skapar. Detta gör att flera av spelen har fått kritik för att vara dåliga.

## Exempel på spel
- The Blues Brothers
- ET the Extra-Terrestrial